# Beinn nan Aighenan
Der Beinn nan Aighenan ist ein 960 m (3.150 ft) hoher Berg in den schottischen Highlands. Sein gälischer Name kann etwa mit Berg der Hirschkühe übersetzt werden. Der Berg liegt in der Council Area Argyll and Bute und ist als Munro und Marilyn eingestuft.

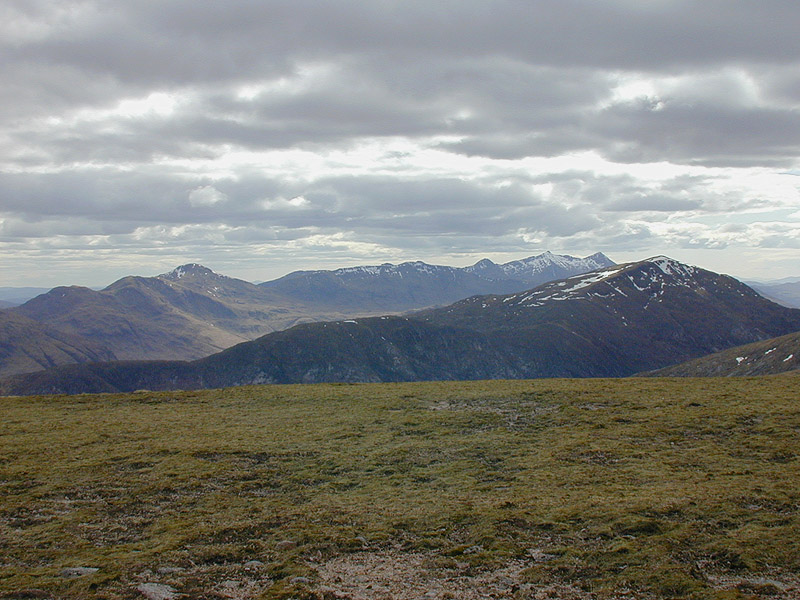
Blick vom Meall nan Eun nach Südwesten, rechts der Beinn nan Aighenan, im Hintergrund rechts das Massiv des Ben Cruachan

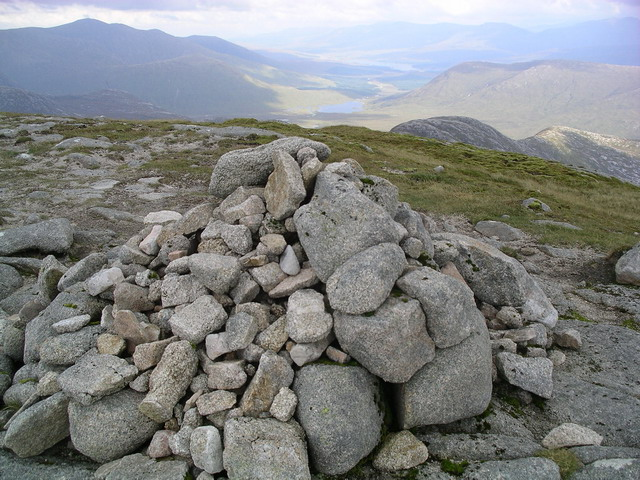
Cairn auf dem Gipfel des Beinn nan Aighenan, im Hintergrund im Osten Loch Tulla

Östlich von Loch Etive liegt der Beinn nan Aighenan in der kaum besiedelten Berglandschaft westlich von Rannoch Moor weitgehend isoliert von benachbarten Bergen am oberen Ende von Glen Kinglass. Vom Nordende von Loch Etive ist er durch die sich von Loch Tulla nach Westen erstreckende Bergkette getrennt, deren westlicher Gipfel der Ben Starav ist. Die Verbindung zu diesem wie auch dem Glas Bheinn Mhòr stellt ein nordwestlich des Beinn nan Aighenan liegender, rund 600 Meter hoher Bealach her, der zum Bealachan Lochain Ghaineamhaich führt, der zwischen Ben Starav und Glas Bheinn Mhòr liegt. Nach Osten vermittelt eine niedrige Wasserscheide am oberen Ende von Glen Kinglass den Übergang in das Tal des Abhainn Shira, des westlichen Zuflusses von Loch Tulla, über dessen Talschluss der Beinn nan Aighenan aufragt. Vor allem die Nordseite des Bergs ist felsig und mit Schrofen durchsetzt, während die übrigen Seiten eher durch flacher abfallende Grashänge geprägt sind.
Durch seine entlegene Lage ist der Beinn nan Aighenan nur mit längeren Anmärschen erreichbar. Die meisten Munro-Bagger schließen eine Besteigung des Beinn nan Aighenan an eine Tour zum Ben Starav bzw. zum Glas Bheinn Mhòr an. Ausgangspunkt ist die ehemalige Farm Coileitir im Glen Etive. Kürzeste Anstiegsmöglichkeit ist das Seitental des Allt nam Meirleach, das direkt zum Bealachan Lochain Ghaineamhaich zwischen Ben Starav und Glas Bheinn Mhòr führt. Von dort führt der Weg nach Südosten über einen weiteren Sattel zum Nordgrat des Beinn nan Aighenan und auf den Gipfel. Der Berg kann auch aus Richtung Süden bestiegen werden, dies erfordert jedoch sehr lange Wanderungen und ist nicht ohne Zwischenübernachtung möglich. Vom Westende von Loch Tulla besteht eine Möglichkeit mit Biwak im Tal des Abhainn Shira, alternativ ist von Taynuilt entlang des Ostufers von Loch Etive und durch das Glen Kinglass mit Nutzung der Bothy Narrachan ein Zugang möglich.